# Nicola Partenio Giannettasio
Nicola Partenio Giannettasio (Napoli, 5 marzo 1648 – Massa Lubrense, 10 settembre 1715) è stato un gesuita, poeta ed erudito italiano.

## Biografia
Nel 1656 perse tutta la famiglia a causa di una pestilenza. Di conseguenza fece studi abbastanza irregolari e per lo più senza maestro. Imparò con facilità la grammatica e la letteratura latine, ma studiò con profitto anche le matematiche. In seguito si dedicò allo studio del greco e dell'ebraico. A quindici anni incominciò a studiare filosofia e diritto. Il 7 settembre 1666 entrò come novizio nella Compagnia di Gesù, presso cui, insegnò latino e greco nel collegio Mantiano (Calabria), quindi teologia a Palermo e Napoli, e infine filosofia a Reggio Calabria. Nel 1679 fu chiamato al collegio napoletano, dove insegnò matematica fino al 1705.
In questi anni, uno scrittore anonimo, si suppone un gesuita, ne fece il personaggio principale del dialogo intitolato "Giannettasius, vel De animarum transmigratione Pythagorica", il che indica che era in qualche modo già ben noto. La sua erudizione lo portò ad avere amicizie con persone erano contrarie agli insegnamenti della chiesa.
Negli anni trascorsi a Napoli portò a compimento la maggior parte dei suoi scritti. Oltre a testi didattici come Universalis cosmographiae elementa (Neapoli 1688) e Universalis geographiae elementa (ibid. 1692), scrisse diversi libri in versi tra cui Piscatoria et nautica (1685), Halieutica (1689), Bellica (1697) e poemi su tre stagioni: Aestates Surrentinae (1696), Autumni Surrentini (1698) e Ver Herculanum (1704). Il quarto intitolato Hyemes Puteolanae e che abbracciava quindici inverni, fu inserito nell'edizione postuma intitolata Annus eruditus (1722).
Giannettasio si presenta come un poeta dotto; i suoi versi sono pieni di citazioni storiche, geografiche e topografiche; si avvale di uno stile molto lineare, non si trovano tracce di ragionamenti complessi.
Nel 1705 ebbe fine la sua attività di insegnante. Negli anni successivi si dedicò allo studio e alla nuova pubblicazione delle sue opere, grazie anche al supporto del suo amico il conte Antonio Rambaldo. Si trasferì quindi, a causa della sua salute cagionevole, fuori città, nella residenza di convalescenza dei gesuiti conosciuta come La Cocumella, assieme ad un folto gruppo di amici ed intellettuali. Nel 1708 Giannettasio fece erigere una chiesetta accanto all'antica torre, che fu utilizzata come campanile della nuova chiesa. Nel lungo periodo di residenza nel collegio di Sant'Agnello promosse la diffusione della cultura e fomentò l'insegnamento religioso fra i più poveri. Giannettasio fondò la casa gesuitica di Sorrento dedicata alla Vergine Maria; sopra la porta del tempio ha lasciato la seguente inscrizione su marmo: PARTHENIAE GENITRICI. VATES PARTHENIUS.
Nel 1701 iniziò a lavorare alla sua Historia Neapolitana che fu pubblicata nel 1713 in tre volumi. Il lavoro era stato richiesto dall'arcivescovo napoletano cardinale Giacomo Cantelmo, che era morto nel 1702. Esamina la storia della città dal principio fino al 1582. Una parte ulteriore che avrebbe dovuto affrontare il periodo successivo, fu annunziata, ma non portata a termine. Già al momento della sua pubblicazione fu giudicata negativamente, in quanto carente nella ricerca e nella precisione.
Partenio ha pubblicato un'edizione delle egloghe di René Rapin, "Poemes des jardins". Per i suoi versi si è ispirato alle poesie latine di Jacopo Sannazaro e di Girolamo Fracastoro. Ha lasciato anche un panegirico su papa Innocenzo XII e una storia di Napoli.
I testi del Giannettasio furono utilizzati dai gesuiti per l'insegnamento anche dopo la morte dell'autore, avvenuta nel 1715.

## Pubblicazioni
- Annus eruditus
- (LA) Piscatoria et nautica, Napoli, Giovanni Battista Remondini, 1686.
  - (LA) Piscatoria et Nautica, vol. 2, Napoli, Bernardo Michele Raillard, 1715.
  - Piscatoria sono egloghe a imitazione del genere di quelle del Sannazaro
  - Nautica è un poema didattico sopra la navigazione
- Halleutica, Neapoli, 1689, in 8º (figure di Solimene)
- Bellicorum Libri X, Neapoli, 1697, in 8º (in dieci libri sulla guerra)
- Bellica, Neapoli, 1699, in 8º.
- Opera omnia poetica, Neapoli
- Panegyricus et carmen saeculare Innocentio XII, Neapoli, 1699
- (LA) Universalis cosmographiae elementa, Napoli, Giacomo Raillard, 1688.
- Universalis Geographiae elementa exposita et demostrata.., Neapoli, 1692.
- Historia Neapolitana in tres tomos divisa, Neapoli, 1713, 5 voll.
- (LA) Naumachica, seu De belli navali libri 5, Napoli, Bernardo Michele Raillard, 1714-1715.
- (LA) Xaverius Viator seu Saberidos, Napoli, Bernardo Michele Raillard, 1721.